# 富池镇
富池镇，是中华人民共和国湖北省黃石市阳新县下辖的一个乡镇级行政单位。

## 行政区划
富池镇下辖以下地区：
孟铺村、富池口社区、港下村、丰山村、上巢村、富池村、郝矶村、沙村、王曙村、袁广村、良畈村、林岩村、金堡村、张湾村、五庄村、大雅村、小雅村和富池口村。